# آلفونسو بونوکوره
آلفونسو بونوکوره (به انگلیسی: Alfonso Buonocore) (زادهٔ ۱۱ مارس ۱۹۳۳) شناگر اهل ایتالیا بود.